# Prunay-Cassereau
Prunay-Cassereau è un comune francese di 666 abitanti situato nel dipartimento del Loir-et-Cher nella regione del Centro-Valle della Loira.

## Società

### Evoluzione demografica
Abitanti censiti